# Institut d'aménagement, de tourisme et d'urbanisme
L'institut d'aménagement, de tourisme et d'urbanisme (IATU) est une composante de l'université Bordeaux-Montaigne proposant des formations de niveau licence ou master dans les domaines de l'aménagement, du tourisme et de l'urbanisme. Un parcours de licence en troisième année, une licence professionnelle et trois spécialités de master y sont rattachés.

## Formations
Pour l'année universitaire 2013/2014, l'institut proposait : une licence Aménagement Urbanisme et Développement Territorial Durables (AUDTD), en troisième année uniquement après deux années en sociologie, géographie, architecture, DUT carrières sociales, BTS géomètre-topographe, etc. ; une licence professionnelle Ingénierie de projets de solidarité internationale ; et trois spécialités de masters professionnels :
- Aménagement et Gestion des Équipements, Sites et Territoires touristiques (AGEST),
- Urbanisme : Stratégie, Projets, Maîtrise d'Ouvrage (USPMO) en cohabilitation avec l’École nationale supérieure d'architecture et de paysage de Bordeaux,
- Paysage et Évaluation Environnementale dans les Projets d'Urbanisme et de Territoire (PEEPUT).